# Linia kolejowa nr 162
Linia kolejowa nr 162 – jednotorowa, drugorzędna, zelektryfikowana linia kolejowa łącząca stację Dąbrowa Górnicza Strzemieszyce ze stacją Dąbrowa Górnicza Huta Katowice. Istniejący dawniej odcinek linii od stacji Dąbrowa Górnicza Huta Katowice do stacji Dąbrowa Górnicza został rozebrany.